# Hermann Mootz
Hermann Mootz (* 12. Juli 1889 in Weißenfels in Sachsen; † 4. Januar 1962 in Braunschweig) war ein deutscher Marineoffizier, zuletzt im Dienstgrad eines Admirals der Kriegsmarine.

## Karriere

### Kaiserliche Marine
Mootz trat am 3. April 1907 als Seekadett in die Kaiserliche Marine ein. Er absolvierte die Grundausbildung und anschließend die Basisausbildung bis zum 31. März 1908 auf der als Schulschiff genutzten Kreuzerfregatte Charlotte. Daraufhin kam er zur weiteren Ausbildung ab dem 1. April 1908 an die Marineschule in Kiel. Am 21. April 1908 wurde er zum Fähnrich zur See ernannt. Anschließend tat er ab dem 1. Oktober 1909 Dienst auf dem Linienschiff Hannover und wurde am 28. September 1910 zum Leutnant zur See befördert. Ab dem 1. Oktober 1911 war Mootz als Funkoffizier auf dem Linienschiff Helgoland eingesetzt. Am 27. September 1913 erfolgte die Beförderung zum Oberleutnant zur See. Danach war er vom 30. September 1913 bis zum 1. August 1914 Kompanieoffizier in der II. Torpedo-Division. Gleichzeitig war er auch vom 3. Oktober 1913 bis zum 15. März 1914 Wachoffizier auf dem Großen Torpedoboot S 14 in der 13. Torpedoboot-Halbflottille. Nach Ausbruch des Ersten Weltkriegs diente Mootz vom 2. August 1914 bis Mai 1916, weiterhin in der 13. Torpedoboot-Halbflottille, als Wachoffizier auf den Torpedobooten S 18 und S 15. Danach wurde Mootz jeweils kurzzeitig auf den Torpedobooten V 189, S 19, G 92, S 23, V 186 und V 82 als Kommandant eingesetzt. Am 26. April 1917 erhielt er seine Beförderung zum Kapitänleutnant. Ab dem 18. November 1917 kommandierte Mootz dann das Torpedoboot V 82 der 2. Zerstörer-Flottille in Flandern. Mootz hatte diese Dienststellung über das Kriegsende hinaus bis zum 13. Dezember 1918 inne und war anschließend bis zum 31. Dezember 1918 kommissarischer Chef der 2. Zerstörer-Flottille.

### Reichsmarine
Ab dem 11. Januar 1919 war Mootz kurzzeitig Kommandant des Torpedoboots T 145. Bereits am 22. Januar 1919 wurde er als Admiralstabsoffizier in den Stab des Kommandeurs der Torpedoboot-Kräfte versetzt. Im Juli/August 1919 war Mootz Kommandant des mit reduzierter Besatzung versehenen Kleinen Kreuzer Hamburg, aber bereits am 16. August wurde der zur Verfügung des Kommandeurs der Marinestation der Nordsee abgestellt. Am 18. Dezember 1919 wurde er Kommandant eines Torpedoboots in der Eisernen Torpedobootsflottille. Nach Auflösung der Eisernen Flottille wurde Mootz ab dem 1. April 1920 kurzzeitig Chef der 1. Torpedoboot-Halbflottille in der Ostsee und wechselte dann am 6. August 1920 in den Stab des Kommandeurs der Ostseestreitkräfte. Ab dem 6. Oktober 1922 wurde Mootz zum Kommandeur der 2. Torpedoboots-Halbflottille ernannt. Vom 15. Dezember 1924 bis zum 29. März 1927 diente Mootz in der Marineausbildungsabteilung (A IV) im Marinekommandoamt der Marineleitung; dort wurde er am 1. April 1926 zum Korvettenkapitän befördert. Ab dem 30. März 1927 war Mootz Leiter des Erprobungskommandos für Torpedoboot-Neukonstruktionen. Am 13. Oktober 1929 wurde er als Navigationsoffizier auf das Linienschiff Schleswig-Holstein versetzt. Am 2. Oktober 1930 wurde Mootz zum Kommandeur der 2. Torpedobootflottille in Wilhelmshaven ernannt. Am 1. April 1931 erfolgte die Beförderung zum Fregattenkapitän und exakt zwei Jahre später die zum Kapitän zur See. Am 27. September 1933 wurde er Chef der Marinewehrabteilung (A V) im Marinekommandoamt der Marineleitung, die am 1. Juni 1935 in Oberkommando der Kriegsmarine (OKM) umbenannt wurde.

### Kriegsmarine
Mootz war ab 1. Oktober 1936 Chef des Stabes im OKM und wurde am 1. Oktober 1937 zum Konteradmiral befördert. Vom 5. Januar 1939 an war Mootz Befehlshaber der Sicherung der Ostsee und gleichzeitig bis zum 21. August 1939 auch II. Admiral der Ostseestation. Zeitweise war er zudem kommissarischer Kommandeur der Festungen im westlichen Ostseeraum. Am 1. November 1939 wurde er zum Vizeadmiral befördert. Am 14. Oktober 1940 wurde Mootz mit seinem gesamten Stab als Befehlshaber der Sicherung West nach Frankreich verlegt. Ab 9. Januar 1941 war er Chef des Erprobungskommandos für Kriegsschiffneubauten. Es folgte eine Verwendung als Inspekteur der Ausbildungsangelegenheiten der Marine. In dieser Zeit wurde er am 1. April 1942 zum Admiral befördert. Am 1. März 1943 wurde er zur Verfügung des OKM gestellt, und am 31. Mai 1943 schied er – wie die meisten dienstälteren Admirale – aus dem aktiven Marinedienst aus. Ab dem 1. Juni 1944 war Mootz erneut zur Verfügung der Kriegsmarine gestellt und ab 12. Juni 1944 diente er nochmals im Marineausbildungsstab. Am 31. März 1945 trat Mootz endgültig in den Ruhestand.

## Auszeichnungen
Während des Ersten Weltkriegs:
- Eisernes Kreuz, 2. Klasse (EK II)
- Eisernes Kreuz, 1. Klasse (EK I)
- Großherzoglich Hessische Tapferkeitsmedaille
- Friedrich-August-Kreuz I. und II Klasse
- Königlich Preußisches Dienstauszeichnungskreuz

Während der Dienstzeit in der Kriegsmarine:
- Ehrenkreuz für Frontkämpfer (1934)
- Dienstauszeichnung der Wehrmacht (DA IV bis I. Klasse)
- Spangen zum Eisernen Kreuz, 2. Klasse und 1. Klasse
- Kriegsverdienstkreuz, 2. Klasse mit Schwertern
- Kriegsverdienstkreuz, 1. Klasse mit Schwertern
- Kriegsabzeichen für Minensuch-, U-Boot-Jagd- und Sicherungsverbände